# Château de Tríkala
Le château de Tríkala (grec moderne : Κάστρο Τρικάλων) est la citadelle, datant de la période byzantine, de la ville de Tríkala, dans l'ouest de la région de Thessalie, en Grèce.

## Histoire

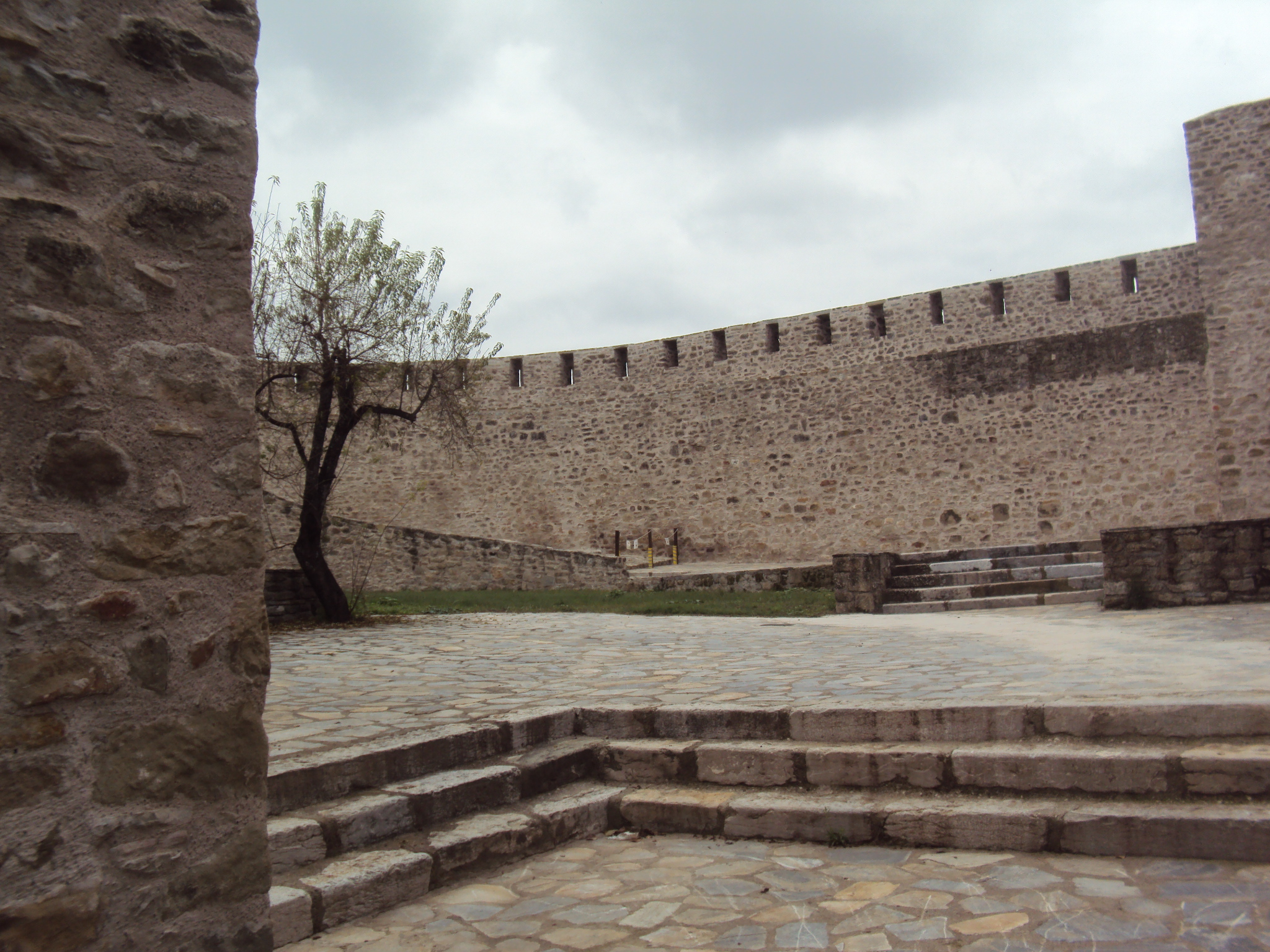
Vue intérieure du château.

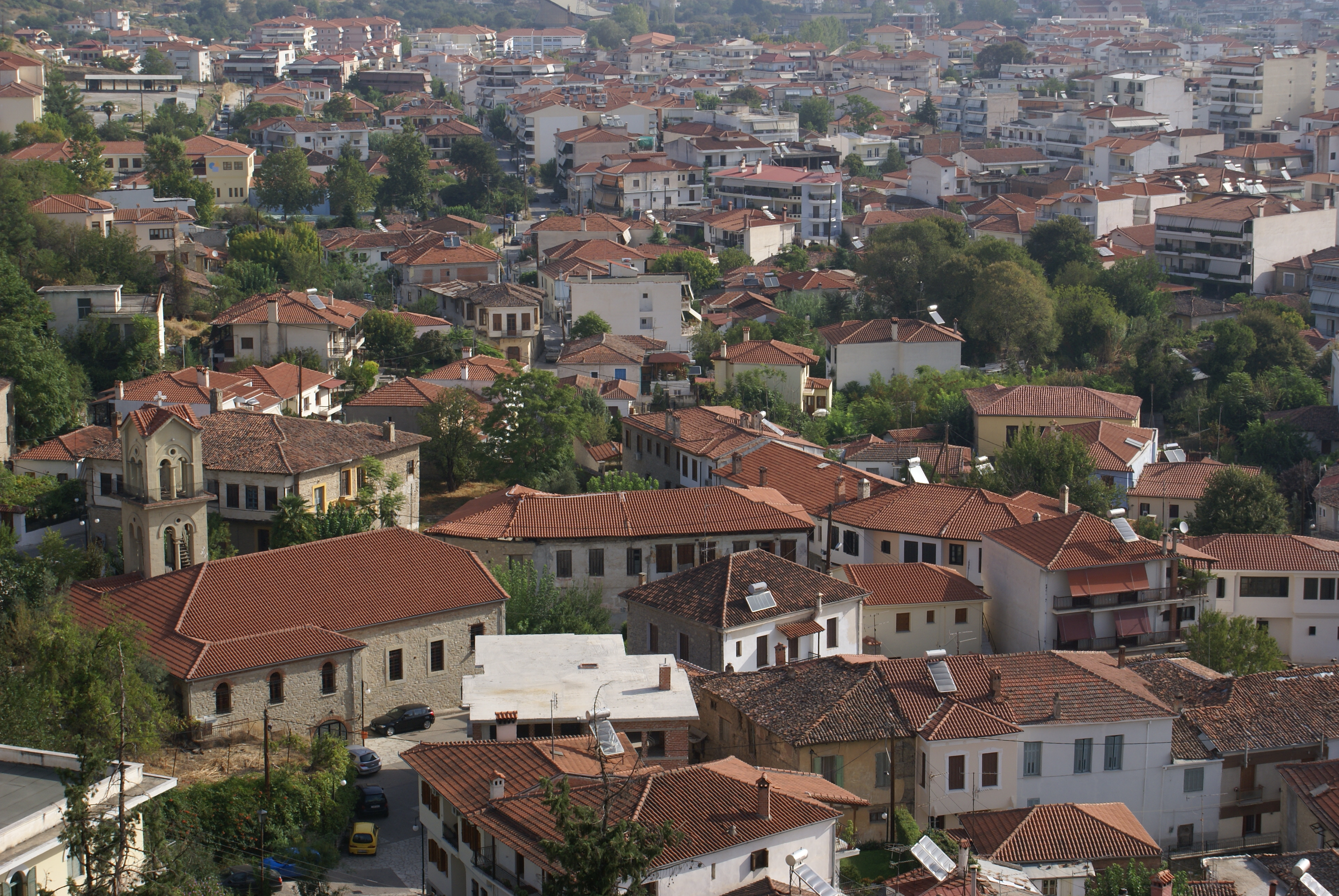
Vue de la vieille ville, connue sous le nom de Varoússi, depuis le château.

Le château est situé au sommet d'une colline dans la partie nord-est de la ville, tandis que sa construction remonte, selon Procope de Césarée, à la période du règne de l'empereur Justinien Ier (r. 527-565), à l'emplacement des ruines de l'acropole de la cité antique de Trikkè. Dans sa forme actuelle, il date en grande partie de la période paléologienne, au cours de laquelle il est largement reconstruit et remodelé. La citadelle subit de nombreux dégâts lors de sa conquête par les Turcs ottomans en 1393/4, cependant, l'importance de la ville en tant que garde-fou face aux incursions des populations insoumises des massifs montagneux du Pinde et d'Ágrafa, ainsi qu'en tant que centre administratif ottoman dans la région de Thessalie, lui vaut d'être rapidement réparée et renforcée,. Le château subit des dégâts supplémentaires, puis est réparé à la suite des rébellions infructueuses de 1854 et de 1878 contre la domination ottomane.

## Architecture
Selon l'archéologue grecque Krystállo Mantzaná, le château est une « fortification typiquement byzantine », de forme allongée sur un axe allant du sud-ouest au nord, renforcée par la présence de tours carrées. Le château comprend trois enceintes distinctes situées à différents niveaux de la colline : la forteresse inférieure sur le versant sud de la colline, la forteresse centrale, celle-ci étant la plus importante des trois, ainsi que la forteresse intérieure, également connue sous son nom turc d'« Its Kale » (grec moderne : Ιτς Καλέ), située à l'angle nord-est du château et protégée par la présence de quatre tours de taille et de hauteur particulièrement importantes. Des vestiges de la fortification originale datant de l'époque du règne de Justinien ont été découverts sur les pentes sud, ainsi qu'au niveau de la citadelle intérieure.
Sur le côté est du château est située la Tour de l'Horloge de Tríkala, un des symboles de la ville, initialement construite au milieu du XVIIe siècle par les Ottomans. La tour d'origine étant détruite par les Allemands pendant la Seconde Guerre mondiale, la tour actuelle est une reconstruction datant de la période d'après-guerre.